# 席明真
席明真（1914年—1998年），原名席定侯，笔名何为、范叔寒，男，四川江安人，中国戏剧家，曾任中国戏剧家协会理事。